# ایرباس ای۳۲۱
ایرباس ای۳۲۱ (به انگلیسی: Airbus A321) به‌عنوان یک عضو از خانواده ایرباس ای۳۲۰، یک سری هواپیمای مسافربری باریک‌پیکر دوموتوره است که توسط شرکت ایرباس اروپا توسعه‌یافته و ساخته می‌شود. ایرباس ای۳۲۱ گونه کشیده خانواده ایرباس ای۳۲۰ است و دارای توانایی حمل ۲۳۶ نفر و طی مسافت ۷۴۰۰ کیلومتر می‌باشد.
در ایران شرکت‌های: ایران ایر ۱ فروند، کیش ایر ۲ فروند، هواپیمایی معراج ۲ فروند، دولت ۱ فروند از این هواپیما را بهره می‌برند.

## مدل ها

### ای۳۲۱نئو
ای۳۲۱نئو (A321neo) با بدنهٔ کشیده‌تر دارای ساختار تقویت شده در ارابهٔ فرود، بال و چند تغییر جزئی دیگر برای افزایش بیشنه وزن برخاست است.
اولین مشتری این‌گونه شرکت آی‌ال‌اف‌سی است. پیش نمونهٔ ایرباس۳۲۱نئو با کد D-AVXB، در ۹ فوریه ۲۰۱۶ اولین پرواز خود را انجام داد. سه روز پس از اولین پرواز این هواپیما با اشکال در دم مواجه شد و برای تعمیرات به تولوز بازگشت. این عامل سبب به تأخیر افتادن چند هفته‌ای برنامهٔ دریافت گواهینامه‌های لازم شد.
در ۱۵ دسامبر ۲۰۱۶ ای۳۲۱نئو موفق به کسب اولین گواهینامهٔ نوع با موتور پرت اند ویتنی شد و در ادامه در مارس ۲۰۱۷ گواهینامه‌های لازم برای موتور سی‌اف‌ام را نیز کسب کرد. اولین ایرباس ۳۲۱ جدید که توسط جی‌کس تأمین مالی شده بود در هامبورگ به مشتری آن، ویرجین آمریکا تحویل شد. این هواپیما با پیکربندی ۱۸۴ صندلی و موتورهای لیپ در می ۲۰۱۷ وارد خدمت شد. پنج هواپیمای مشابه دیگر در سال ۲۰۱۷ و پنج فروند برای تحویل در سال ۲۰۱۸ به این خط هوایی برنامه‌ریزی شده‌اند.
وزن خالی نئو ۱٫۸ تن از سئو به دلیل موتورهای جدید، بهبودهای بدنه، نگهدارنده‌های موتور، ساختار بال و بهبودهای دیگر بیشتر است. اما با یک‌وزن برخاست برابر، نئو ۳۰ ناتیکال مایل و ۴ دقیقه زودتر به ارتفاع ۳۱ هزار پایی می‌رسد.
در ارتفاع ۳۳۰۰۰ پایی، دمای ۲- درجه سانتی‌گراد با وزن ۶۷ تن و سرعت ۰٫۷۶ ماخ (۸۰۶ کیلومتر بر ساعت) این هواپیما ۲۲۰۰ کیلوگرم بر ساعت سوخت مصرف می‌کند. میزان مصرف سوخت با همین شرایط ولی در سرعت ۰٫۸۰ ماخ (۸۴۸ کیلومتر بر ساعت) به مقدار۲۴۴۰ کیلوگرم بر ساعت افزایش می‌یابد.
در ژانویه ۲۰۱۸ ایرباس برای نمونه ای۳۲۱نئو ۱۹۲۰ سفارش دریافت کرده بود که با این تعداد سفارش از نمونهٔ سئو پیشی گرفت. ۳۲ درصد از کل سفارش‌های خانواده نئو به این هواپیما اختصاص یافته‌است که در مقایسه با ای۳۲۱سئو این رقم ۱۰ درصد بیشتر است.

### ای۳۲۱ اِل‌آر
ای۳۲۱ اِل‌آر (A321LR) در اکتبر ۲۰۱۴ ایرباس بازاریابی برای یک هواپیمای جدید با ۱۶۴ صندلی، حداکثر وزن برخاست ۹۷ تن و سه مخزن سوخت اضافی که ای۳۲۱ال‌آر (به انگلیسی: Long range) نامیده می‌شد را آغاز کرد. برد عملیاتی این‌گونه از هواپیمای ای۳۲۱نئو ۱۰۰ ناتیکال مایل از بوئینگ ۷۵۷ سری ۲۰۰ با ۱۶۹ صندلی بیشتر بوده و هزینهٔ سفر با آن ۲۷ درصد کمتر می‌شود. برنامه‌ریزی برای ورود به خدمت این هواپیما در نیمه دوم ۲۰۱۸ و دو سال پس از ورود ای۳۲۱نئو صورت گرفته‌است. برد معمول این هواپیما ۷۴۰۰ کیلومتر است که تقریباً ۱۰۰۰ کیلومتر از نسخهٔ معمول ای۳۲۱نئو بیشتر است. همچنین این هواپیما در حالت برد حداکثری با تعداد کمینهٔ مسافرین ۹۳۰۰ کیلومتر برد دارد. در ۳۱ ژانویه ۲۰۱۸ این هواپیما اولین پرواز خود را انجام داد.